# 第15回フィルムフェア賞 南インド映画部門
第15回フィルムフェア賞 南インド映画部門（15th Filmfare Awards South）は、インドの映画賞。『フィルムフェア』が主催し、1967年の南インド映画（タミル語映画、テルグ語映画、マラヤーラム語映画）を対象としており、1968年に開催された。

## 受賞結果
| タミル語映画部門作品賞       | テルグ語映画部門作品賞 |
| ---------------------------- | ---------------------- |
| - 『Karpooram』              | - 『Chadarangam』      |
| マラヤーラム語映画部門作品賞 |                        |
| - 『Agniputhri』             |                        |